# Eugène Ketterer
Eugène Ketterer (7. juli 1831 i Rouen - 18. december 1870 i Paris) var en fransk pianist og komponist.
Ketterers familie stammede fra Alsace. Han blev uddannet ved musikkonservatoriet i Paris. Foruden sit virke som koncertpianist skrev han et stort antal salonstykker for klaver i form af fantasier og transskriptioner, der opnåede stor popularitet i samtiden. I løbet af 15 år udgav han næsten 300 musikstykker. Kendt i dag er især op. 21, L'Argentine (Den lille sølvfisk).
Ketterer døde af kopper under belejringen af Paris. 

## Kompositioner
- op. 5 - L'entrée au tournoi
- op. 7 - Grand Caprice Hongrois
- op. 10 - Une promenade dans la mer
- op. 21 - L'Argentine (Den lille sølvfisk)
- op. 24 - Grand galop de concert
- op. 39 - Nocturne
- op. 56 - Chanson créole
- op. 77 - Fleur de Bruyere
- op. 90 - La Châtelaine
- op. 111 - Le reveil des Syphes
- op. 113 - La servante maîtresse
- op. 116 - Valse des fleurs
- op. 118 - Caprice militaire
- op. 120 - La perle du soir
- op. 121 - Boute en train
- op. 147 - Les Amours du Diable
- op. 151 - Souvenirs melodiques Les Puritains, fantaisie pour le piano sur l'opéra de Bellini
- op. 156 - Valse des roses
- op. 161 - Nuit d'Orient
- op. 177 - Chant du Lido
- op. 178 - Canzonetta pour le piano
- op. 179 - Les folies
- op. 183 - Marche arménienne
- op. 194 - La violette
- op. 195 - Valse des fées
- op. 198 - Chanson mauresque
- op. 202 - Si vous n'avez rien á me dire
- op. 205 - Sous les lilas
- op. 219 -  Idylle
- op. 222 - Carlotta-polka
- op. 242 - Bellone
- op. 245 - Bluette
- op. 246 - Danse bohémienne
- op. 247 - Carillon-mazurka
- op. 248 - La Passariello
- op. 261 - Grande fantaisie brillante sur Le Prophète, opéra de Meyerbeer, pour le piano
- op. 270 - Vienne
- op. 274 - Bouquet de bal
- udgivet posthumt - Diadème polka